# 虞音蓓
虞音蓓（1973年3月4日—2021年1月30日），臺灣新北市人，國民中學教師，新北市國中山野教育家和傑出教育與學務人員、環保運動提倡者。

## 生平
1996年赴新北市立三峽國民中學擔任國文科代理教師一年，同時持續於淡江大學進修教育學程學士後學分班。1999年正式取得合格教師證照。其後陸續於三峽國中、樟樹國中與鳳鳴國中等三所學校任職代理教師授課。
2001年赴新北市立安溪國民中學從事正任教職，開展其教學與行政生涯。2006年至2008年間與2011年，虞音蓓借調新北市政府教育局，擔任藝術、戶外、生命、環境教育等諸多業務。於此期間亦出任三多國中籌備創校期間的學務主任。
2012年任板橋國中學務主任。

### 山野教育
為設計與籌劃山野教育與海洋教育課程，虞音蓓涉獵登山、攀岩、攀樹、潛水與划獨木舟等自然探索領域。
2015年，虞音蓓參與新北市的環境教育輔導團並向教育部申請山野教育計畫，將相關活動融入課程中。2017年卸學務主任職，隔年轉任級任導師。
2019年獲頒新北市特殊優良教師之殊榮和教育部師鐸獎決審推薦。

### 辭世
2021年1月30日，虞音蓓於獨木舟搬運過程中發生意外遇難，享年48歲。2月27日，於新北市立殯儀館景福廳舉行告別追思會。

## 外部連結
- 虞音蓓的Facebook專頁
- Daisy Yu的Facebook專頁
- 板中自然探索的Facebook專頁 （页面存档备份，存于）